# Альбер Вануччі
Альбер Вануччі (фр. Albert Vanucci; 8 серпня 1947, Аяччо — 6 квітня 2025) — французький футболіст, що грав на позиції захисника. По завершенні ігрової кар'єри — тренер.
Виступав, зокрема, за клуб «Аяччо», а також національну збірну Франції.
Чемпіон Франції.

## Клубна кар'єра
У дорослому футболі дебютував 1965 року виступами за команду «Аяччо», в якій провів шість сезонів, взявши участь у 150 матчах чемпіонату. Більшість часу, проведеного у складі «Аяччо», був основним гравцем команди.
Згодом з 1971 по 1982 рік грав у складі команд «Сошо», «Марсель», «Монако», «Аяччо», «Газелек» та «Безансон».
Завершив ігрову кар'єру у команді «Газелек», у складі якої вже виступав раніше. Повернувся до неї 1982 року, захищав її кольори до припинення виступів на професійному рівні у 1983 року.

## Виступи за збірну
У 1974 році дебютував в офіційних матчах у складі національної збірної Франції.
Загалом протягом кар'єри в національній команді, яка тривала 1 рік, провів у її формі 2 матчі.

## Кар'єра тренера
Розпочав тренерську кар'єру, повернувшись до футболу після тривалої перерви, 2004 року, очоливши тренерський штаб клубу «Газелек». Досвід тренерської роботи обмежується цим клубом.

## Статистика виступів

### Статистика виступів за збірну
| Дата      | Місто | Господарі      | Результат | Гості   | Турнір           | Голи | Примітки |
| --------- | ----- | -------------- | --------- | ------- | ---------------- | ---- | -------- |
| 23-3-1974 | Париж | Франція        | 1 – 0     | Румунія | товариський матч | -    |          |
| 27-4-1974 | Прага | Чехословаччина | 3 – 3     | Франція | товариський матч | -    |          |
| Усього    |       | Матчів         | 2         |         | Голів            | 0    |          |

## Титули і досягнення
- Чемпіон Франції (1):

«Монако»: 1977-78